# Девичански извор
Девичанско пролеће (швед. Jungfrukällan) је шведски филм из 1960. године режисера Ингмара Бергмана. Сматра се претечом филма о силовању и освети; смештена у средњовековну Шведску, то је прича о немилосрдном одговору оца на силовање и убиство његове мале ћерке. Причу је адаптирао сценариста Ула Исаксон из шведске баладе из 13. века „Töres döttrar i Wänge“ („Тореове кћери у Ванге“). Бергман је истраживао легенду о Пер Тореу с циљем адаптације, разматрајући оперу пре него што се одлучио за филмску верзију. Узимајући у обзир критике на рачун историјске тачности његовог филма Седми печат из 1957. године, он је такође позвао Исаксона да напише сценарио. Други утицаји су укључивали јапански филм Рашомон из 1950. године. Макс фон Сидов је играо Тореа.
Исаксон и Бергман истраживали су бројне теме у Девичанском пролећу, доводећи у питање морал, освету и верска уверења. Сцена силовања је такође била предмет контроверзи и цензуре на пројекцијама у Сједињеним Државама.
Филм је освојио Оскара за најбољи филм на страном језику на додели Оскара 1961. године и друге награде. То је такође била основа за експлоатациони хорор филм Последња кућа са леве стране из 1972 године.

## Радња филма
У средњовековној Шведској, просперитетни Кристијан Пер Торе шаље своју ћерку Карин да однесе свеће у цркву, удаљену дан пута. Карин је у друштву слушкиње Ингери, трудне са ванбрачним дететом, која тајно обожава нордијско божанство Одина. На свом путу кроз шуму на коњу, Ингери се уплаши када дођу до млина поред потока и опомиње Карин, али Карин одлучује да настави сама, остављајући Ингери код млина.
Ингери наилази на једнооког човека код воденице поред потока. Када га Ингери пита за његово име, он загонетно одговара да га нема „ових дана“. Човек каже Ингери да може да види и чује ствари које други не могу. Када мушкарац чини сексуалне нападе према њој и обећава њену моћ, Ингери бежи у страху. У међувремену, Карин упознаје тројицу сточара, два мушкарца и једног дечака, и позива их да ручају са њом. На крају, двојица старијих мушкараца силују и убију Карин. Ингери, након што је сустигла групу, сведочи читавом искушењу скривеном из даљине. Двојица старијих мушкараца се затим спремају да напусте место догађаја у Карининој одећи. Млађи дечак је остао са телом, али он лоше схвата ситуацију и преплављен је кривицом. Чак покушава да закопа тело прскањем земље, али стаје на пола пута и трчи са старијим мушкарцима.
Сточари тада, несвесно, траже склониште у кући убијене девојке. Током ноћи, један од сточара коза нуди да прода Каринину одећу њеној мајци, а она сумња на најгоре. Након што су заспали, мајка закључава трио у трпезарији и открива своје сумње Тореу. Торе се спрема да открије истину о ситуацији и сусреће Ингери, која се такође вратила. Она се сломи пред Тореом и прича му о силовању и убиству. Она признаје да је потајно желела Каринину смрт из љубоморе. У налету беса, Торе одлучује да убије пастире у цик зоре. Једног од старијих избоде на смрт месарским ножем, а другог баци у ватру. И он убија дечака, подижући га и бацајући га уза зид, док његова жена ужаснуто гледа.
Убрзо након тога, Каринини родитељи, заједно са члановима свог домаћинства, кренули су да пронађу тело своје ћерке, а Ингери је предњачила. Торе се сломи када је видео Каринино тело и призива Бога. Заклиње се да ће, иако не може да разуме зашто би Бог дозволио да се тако нешто деси, саградити цркву на месту где је умрла његова ћерка. Док њени родитељи подижу Каринино тело са земље, извор избија са места где је почивала њена глава. Ингери наставља да се умива водом док Каринина мајка чисти прљавштину са ћеркиног лица.

## Улоге
- Max von Sydow – Торе
- Birgitta Valberg – Марета
- Gunnel Lindblom – Ингери
- Birgitta Pettersson – Карин
- Axel Düberg – мршави пастир
- Tor Isedal – неми пастир
- Allan Edwall – просјак
- Ove Porath – дечак
- Axel Slangus – чувар моста
- Gudrun Brost – Фрида
- Oscar Ljung – Симон

## Теме
Различите теме које се истражују у филму укључују хришћанство, паганизам, нордијску митологију, осећање кривице, освету, преиспитивање верске вере и сексуалну невиност. Сви ликови се боре са осећањем кривице: Ингери што се молила Одину и стајала по страни током убиства, Марета што није волела Тореа и што је желела да буде Карин омиљени родитељ, а Торе због убиства дечака и могућег инцеста према Карин.
Велики део религиозних тема усредсређен је на сукоб између паганства и хришћанства, подсећајући на беду коју је Шведска доживела док су се две религије бориле за превласт. У филму се паганизам повезује са магијским чинима, завишћу и осветом. У могућем тумачењу, Один у овом филму постаје синоним за Ђавола. Као и код Седмог печата, Бергман се ослања на емоције и унутрашње сукобе својих ликова да би представио духовну кризу. Торе, кога игра Макс фон Сидов, губи своје хришћанске вредности да би извршио чин освете, и нуди изградњу цркве као искупљење. Филмски научник Марк Герваис елаборирао је да је Тореова освета „ритуализована паганска освета“, додајући „Торе је растрган између два ритуализована императива: паганске освете, хришћанског покајања и опроштаја“. Герваис је прокоментарисао како је упоредио са Магбетом Вилијама Шекспира у својим темама „прихватања мрачних сила, подлегања злу и обузимања савести“.
У складу са бајкама, Карин и Ингери су представљене као супротности, Карин као невина девица која се увек појављује чиста и у финој одећи. Насупрот томе, Ингери је прљава, тамне пути, јаше тамнијег коња, а њена трудноћа указује на угрожену невиност. Сцена силовања представља Карин како губи невиност, а њен изглед је након тога поремећен.
Сценариста Ула Исаксон је посматрао пролеће као симбол Каринине невиности. Ингери га користи за прање главе, којом је планирала чини, и очију, које је користила да посматра силовање, и пије воду, симболизујући опроштење. Критичар Питер Кауви повезао је извор са Ингерином ватром у почетној фази и потоцима који се кроз филм виде као "пагански значај ватре, земље и воде".

## Продукција

### Развој
Редитељ Ингмар Бергман је први пут прочитао о легенди о Пер Тореу, који је као студент имао седам ћерки које су постале жртве седам силоватеља, и сматрао је да је идеална за адаптацију. Предложио га је као балет за Краљевску шведску оперу или као представу, али је одлучио да би филм био најприкладнији док снима филм Дивље јагоде. За адаптацију, Бергман је одабрао „Торес доттрар и Ванге“ као једну од најједноставнијих балада о Тореу.
Нови утицаји су дошли из јапанске кинематографије, а Бергман је посебно обожавао Рашомона (1950). Касније је Девичанско пролеће назвао „јадном имитацијом Куросаве“. За сценаристе, Бергман је изабрао романописца Улу Исаксон. Исаксон је написао роман смештен у средњовековно доба и био је хваљен због реализма, за који је Бергман сматрао да би могао спречити понављање неких критика његовог филма Седми печат из 1957. године. У писању сценарија, Исаксон је био највише заинтересован за истраживање сукоба између хришћанства и паганизма, док је Бергман желео да сецира кривицу.
SF Studios је захтевао од Бергмана да сними комедију пре него што је пристао да продуцира Девичанско пролеће. Комедија је постала Ђавоље око.

### Снимање филма
У време када је филм Девичанско пролеће почео да се производи, Бергманов однос са његовим уобичајеним сниматељем Гунаром Фишером био је напет, због Бергманове абразивности. Када је Фишер пронашао други пројекат на коме би радио, Бергман га је заменио Свеном Никвистом, који је постао његов редовни сарадник. На снимању Девичанског пролећа, Никвист је фаворизовао више природног осветљења него што је имао Фишер.
Бергман је то рекао на снимању сцене силовања:
Приказује злочин у његовом голом зверству, приморавајући нас, у шокираном очају, да оставимо естетско уживање у уметничком делу ради страсне укључености у људску драму злочина која рађа нови злочин, кривицу и благодат... Не смемо оклевати у нашем приказу људске деградације, чак и ако, у нашем захтеву за истином, морамо да прекршимо одређене табуе.

## Издање
Филм је добио различите критике у Шведској, при чему је Свенска Дагбладет објавила рецензију у којој се наводи „Удара се као шака међу очи“. Насупрот томе, Стоцкхолмс-Тиднинген је писао да је Исаксонова била погоднија за штампу него за филм, где је била слаба. Афтонбладетова рецензија га је назвала „нешто лабавом у извршењу“.
Било је контроверзи међу америчким критичарима. У рецензији из 1960 године, Bosley Crowther је написао: „Господин Бергман га је опскрбио сценама бруталности које, због чистог необузданог реализма, могу оставити муку и запрепаштење. Колико год да доприносе снази теме, оне имају узнемирити чула несразмерно драматичном добру које чине“. Стенли Кауфман је написао да је „сцена освете толико дуга да је на ивици смешног“. Двајт Мекдоналд се питао зашто би Бог створио извор уместо да васкрсне Карин. Филм је уврштен у Сан Францисцо Цхроницле „100 врућих филмова из прошлости“ 1997. године.
Године 2011, ауторка Александра Хелер-Николас је написала да је Девичанско пролеће дало „релативно повољно наслеђе” филмовима о силовању и освети и била је „уметнички класик” са „раскошном црно-белом кинематографијом” и да је поновна употреба приче у Последња кућа са леве стране (1972) је указивала на „изванредну дуговечност“ заплета. Робин Вуд је написао: „Девичанско пролеће је уметност; последња кућа је експлоатација“. Леонард Малтин, који је „Девичанском пролећу“ дао три звездице у свом филмском водичу из 2013. и назвао га „Фасцинантно, предивно направљено“, сматрао је да је прикладније рећи да је „Последња кућа са леве“ „откинула“ Бергманов филм него да га је преправила. Филм је имао велики утицај на тајванског редитеља Анга Лија и америчког филмског редитеља Веса Крејвена.
Агрегациони сајт Они снимају слике, зар не, нашао је да је то 639. најхваљенији филм икада снимљен. Роттен Томатоес, агрегатор рецензија, такође извештава о 88% одобравања међу 24 испитана критичара, са просечном оценом 8/10.

## Критички пријем
Филм је добио различите критике у Шведској, при чему је Свенска Дагбладет објавила рецензију у којој се наводи „Удара се као шака међу очи“. Насупрот томе, Stockholms-Tidningen' је писао да је Исаксонова била погоднија за штампу него за филм, где је била слаба. Афтонбладетова рецензија га је назвала „нешто лабавом у извршењу“.
Било је контроверзи међу америчким критичарима. У рецензији из 1960. године, Bosley Crowther је написао: „Господин Бергман га је опскрбио сценама бруталности које, због чистог необузданог реализма, могу оставити муку и запрепаштење. Колико год да доприносе снази теме, оне имају узнемирити чула несразмерно драматичном добру које чине“. Stanley Kauffmann је написао да је „сцена освете толико дуга да је на ивици смешног“. Dwight Macdonald се питао зашто би Бог створио извор уместо да васкрсне Карин. Филм је уврштен у San Francisco Chronicle's „100 врућих филмова из прошлости“ 1997. године.
Године 2011, ауторка Александра Хелер-Николас је написала да је Девичанско пролеће дало „релативно повољно наслеђе” филмовима о силовању и освети и била је „уметнички класик” са „раскошном црно-белом кинематографијом” и да је поновна употреба приче у Последња кућа са леве стране (1972) је указивала на „изванредну дуговечност“ заплета. Робин Вуд је написао: „Дјевичанско пролеће је уметност; последња кућа је експлоатација“. Леонард Малтин, који је „Девичанском пролећу“ дао три звездице у свом филмском водичу из 2013. и назвао га „Фасцинантно, предивно направљено“, сматрао је да је прикладније рећи да је „Последња кућа са леве“ „откинула“ Бергманов филм него да га је преправила. Филм је имао велики утицај на тајванског редитеља Ang Lee и америчког филмског редитеља Веса Крејвена.
Агрегациони сајт Они снимају слике, зар не, нашао је да је то 639. најхваљенији филм икада снимљен. Rotten Tomatoes, агрегатор рецензија, такође извештава о 88% одобравања међу 24 испитана критичара, са просечном оценом 8/10.

## Награде и почасти
Филм је освојио Оскара за најбољи филм на страном језику, чиме је Бергман први пут освојио награду. Филм је такође био у конкуренцији за Златну палму на Филмском фестивалу у Кану 1960. године.
| Награда              | Датум церемоније | Категорија                           | Добитници         | Резултат   | Ref(s) |
| -------------------- | ---------------- | ------------------------------------ | ----------------- | ---------- | ------ |
| Academy Awards       | 17. април 1961.  | Best Foreign Language Film           | Ингмар Бергман    | Освојено   | [ 31 ] |
| Academy Awards       | 17. април 1961.  | Best Costume Design, Black and White | Марик Вос         | Номинација | [ 31 ] |
| Cannes Film Festival | 4–20. мај 1960.  | Special Mention                      | Ingmar Bergman    | Освојено   | [ 35 ] |
| Cannes Film Festival | 4–20. мај 1960.  | FIPRESCI Prize                       | Ingmar Bergman    | Освојено   | [ 36 ] |
| Golden Globe Awards  | 16. март 1961.   | Best Foreign Language Film           | The Virgin Spring | Освојено   | [ 37 ] |